# Perales
Perales – gmina w Hiszpanii, w prowincji Palencia, w Kastylii i León, o powierzchni 27,46 km². W 2011 roku gmina liczyła 139 mieszkańców.